# Geoffrey Taylour, IV marchese di Headfort
Geoffrey Thomas Taylour, IV marchese di Headfort (12 giugno 1878 – 29 gennaio 1943) è stato un politico e ufficiale irlandese.

## Biografia
Era il figlio di Thomas Taylour, III marchese di Headfort, e della sua seconda moglie, Emily Constantia Thynne, figlia del reverendo Lord John Thynne. Divenne noto con il titolo di cortesia conte di Bective nel 1893 alla morte del suo fratellastro. L'anno seguente, all'età di 16 anni, succedette a suo padre come marchese.

## Carriera
Lord Headfort fu nominato sottotenente nel 1st Life Guards il 4 gennaio 1899 e promosso a tenente il 7 marzo 1900. Si dimise dal reggimento nel maggio 1901. Nel giugno dell'anno seguente fu nominato tenente nel 2nd County of London Yeomanry (Westminster Dragoons).
Era un massone inglese, essendo stato iniziato nella Loggia di assistenza n. 2773 (Londra, Inghilterra) a Golden Square, Londra, nel febbraio 1901. 
Dal 1922 al 1928, è stato senatore dello Stato Libero Irlandese.

## Matrimonio
Sposò, l'11 aprile 1901, Rosie Boote (1878-17 agosto 1958), figlia di Charles Boote. Rosie era un'attrice del Gaiety Theatre. Il marchese rimase affascinato da lei durante la sua apparizione nella commedia musicale The Messenger Boy nel 1900. Il loro matrimonio fu insolito: Rose era cattolica da un umile passato, mentre suo marito era un aristocratico protestante. Ha fatto scalpore quando si è convertito al cattolicesimo per il loro matrimonio. Ebbero tre figli:
- Terence Taylour, V marchese di Headfort (1 maggio 1902-24 ottobre 1960);
- Lord William Desmond Taylour (3 gennaio 1904-2 dicembre 1989)[10][11];
- Lady Millicent Olivia Mary Taylour (?-24 dicembre 1975)[12], sposò Henry Frederic Tiarks, ebbero un figlio.

## Ascendenza
|                                           |                                    |                                   | Genitori                            |  |  | Nonni |  |  | Bisnonni                               |  |  | Trisnonni                          |  |
|                                           |                                    |                                   |                                     |  |  |       |  |  | Thomas Taylour, I marchese di Headfort |  |  | Thomas Taylour, I conte di Bective |  |
|                                           |                                    |                                   |                                     |  |  |       |  |  | Thomas Taylour, I marchese di Headfort |  |  | Thomas Taylour, I conte di Bective |  |
|                                           |                                    | Jane Rowley                       |                                     |  |  |       |  |  | Thomas Taylour, I marchese di Headfort |  |  |                                    |  |
| Thomas Taylour, II marchese di Headfort   |                                    |                                   |                                     |  |  |       |  |  | Thomas Taylour, I marchese di Headfort |  |  |                                    |  |
|                                           |                                    | Mary Quin                         | George Quin                         |  |  |       |  |  |                                        |  |  |                                    |  |
|                                           |                                    | Mary Quin                         | George Quin                         |  |  |       |  |  |                                        |  |  |                                    |  |
|                                           |                                    | Mary Quin                         | Caroline Cavendish                  |  |  |       |  |  |                                        |  |  |                                    |  |
| Thomas Taylour, III marchese di Headfort  |                                    | Mary Quin                         |                                     |  |  |       |  |  |                                        |  |  |                                    |  |
|                                           |                                    | sir John Andrew Stevenson         | John Stevenson                      |  |  |       |  |  |                                        |  |  |                                    |  |
|                                           |                                    | sir John Andrew Stevenson         | John Stevenson                      |  |  |       |  |  |                                        |  |  |                                    |  |
|                                           |                                    | sir John Andrew Stevenson         | …                                   |  |  |       |  |  |                                        |  |  |                                    |  |
| Olivia Stevenson                          |                                    | sir John Andrew Stevenson         |                                     |  |  |       |  |  |                                        |  |  |                                    |  |
|                                           |                                    | Anne Moreton                      | John Moreton                        |  |  |       |  |  |                                        |  |  |                                    |  |
|                                           |                                    | Anne Moreton                      | John Moreton                        |  |  |       |  |  |                                        |  |  |                                    |  |
|                                           |                                    | Anne Moreton                      | Margaret Butler                     |  |  |       |  |  |                                        |  |  |                                    |  |
| Geoffrey Taylour, IV marchese di Headfort |                                    | Anne Moreton                      |                                     |  |  |       |  |  |                                        |  |  |                                    |  |
|                                           | Thomas Thynne, II marchese di Bath | Thomas Thynne, I marchese di Bath |                                     |  |  |       |  |  |                                        |  |  |                                    |  |
|                                           | Thomas Thynne, II marchese di Bath | Thomas Thynne, I marchese di Bath |                                     |  |  |       |  |  |                                        |  |  |                                    |  |
|                                           | Thomas Thynne, II marchese di Bath | lady Elizabeth Bentinck           |                                     |  |  |       |  |  |                                        |  |  |                                    |  |
| lord John Thynne                          | Thomas Thynne, II marchese di Bath |                                   |                                     |  |  |       |  |  |                                        |  |  |                                    |  |
|                                           |                                    | hon. Isabella Elizabeth Byng      | George Byng, IV visconte Torrington |  |  |       |  |  |                                        |  |  |                                    |  |
|                                           |                                    | hon. Isabella Elizabeth Byng      | George Byng, IV visconte Torrington |  |  |       |  |  |                                        |  |  |                                    |  |
|                                           |                                    | hon. Isabella Elizabeth Byng      | lady Lucy Boyle                     |  |  |       |  |  |                                        |  |  |                                    |  |
| Emily Constantia Thynne                   |                                    | hon. Isabella Elizabeth Byng      |                                     |  |  |       |  |  |                                        |  |  |                                    |  |
|                                           |                                    | rev. Charles Cobbe Beresford      | lord John Beresford                 |  |  |       |  |  |                                        |  |  |                                    |  |
|                                           |                                    | rev. Charles Cobbe Beresford      | lord John Beresford                 |  |  |       |  |  |                                        |  |  |                                    |  |
|                                           |                                    | rev. Charles Cobbe Beresford      | Anne Constantia de Ligondès         |  |  |       |  |  |                                        |  |  |                                    |  |
| Anne Beresford                            |                                    | rev. Charles Cobbe Beresford      |                                     |  |  |       |  |  |                                        |  |  |                                    |  |
|                                           |                                    | Amelia Montgomery                 | sir William Montgomery, I baronetto |  |  |       |  |  |                                        |  |  |                                    |  |
|                                           |                                    | Amelia Montgomery                 | sir William Montgomery, I baronetto |  |  |       |  |  |                                        |  |  |                                    |  |
|                                           |                                    | Amelia Montgomery                 | Anne Evatt                          |  |  |       |  |  |                                        |  |  |                                    |  |
|                                           |                                    | Amelia Montgomery                 |                                     |  |  |       |  |  |                                        |  |  |                                    |  |